# Климов, Евгений Александрович (психолог)
Евге́ний Алекса́ндрович Кли́мов (11 июня 1930, Вятские Поляны, Нижегородский край — 31 мая 2014, Москва) — советский и российский психолог, психофизиолог, доктор психологических наук (1969), профессор (1970), академик АПН СССР (1985; член-корреспондент с 1974); методолог практической психологии, психологии труда и профориентации, один из основоположников современной отечественной дифференциальной психофизиологии, разработчик теории типологического индивидуального стиля деятельности; ведущий специалист СССР и России в области психологии профессиоведения, разработчик системно-генетической психофизиологии стиля профессиональной деятельности.
Автор около 320 монографий и научных статей по психологии и психофизиологии; более 30 учебных пособий и учебников по психолого-педагогическим вопросам; с 1987 по 2001 год — главный редактор журнала «Вестник Московского университета. Серия 14. Психология».
Ведущий методолог коренного обновления теории и практики профессиональной подготовки психологических кадров СССР и России. Разработал широко известный в России опросник профориентации "Дифференциально-диагностический опросник (ДДО)".
Первый президент заново основанного в 1994 году Российского психологического общества (избирался дважды — в 1994 и в 1998 годах).
Заслуженный профессор МГУ (2011).

## Биография
- Климов Евгений Александрович начал свою трудовую деятельность во время войны 14 летним подростком в качестве слесаря Вятско-Полянском заводе № 367 — «Молот».

## Научная биография

### Казанский и Казанско-Пермский период (1948 −1968)
В 1948 году Е. А. Климов поступил в Казанский госуниверситет (сегодня — Казанский (приволжский) федеральный университет  на отделение русского языка, логики и психологии историко-филологического (с 1940 г.) факультета, где с первого курса подключился к работам по логико-психологическому циклу под руководством (вплоть до 1954 г.) Вольфа Соломоновича Мерлина.
Сравнивая в интервью 2006 г. ВУЗы, в которых Е. А. Климов работал(в Казани, Ленинграде, Москве), он отметил свою Alma mater:

 «Казанский университет — вуз с хорошими традициями, и там вполне „светлые головы“, у которых было чему поучиться. Если помните, в своё время (где-то в середине XIX в.) ректором его был Н. И. Лобачевский — один из величайших новаторов в науке. Да и гуманитарный цикл, по крайней мере, в мое время был там (в КГУ) представлен достаточно ярко. Могу хвастаться, что я там учился»
— Интервью «Факультет в эпоху перестройки: интервью с Е.А. Климовым»
«На первом курсе, — вспоминает Е. А. Климов о стиле работы со студентами своего Учителя, — он (Мерлин) мне предложил тему по детской психологии, на втором — по зоопсихологии, на третьем — по трудотерапии в психиатрической клинике (и помог получить разрешение на прослушивание курса психиатрии в мединституте), на четвёртом — по производственному обучению, на пятом — по психологии труда».

#### Работа в Казани
В 1953—1968 годах занимался научно-преподавательской работой на кафедре педагогики и психологии Казанского университета. Одновременно (с 1953 по 1956 год) преподавал логику и психологию в средней школе № 1 Казанской железной дороги. Когда в 1954 году закрыли отделение логики и психологии и В. С. Мерлин переехал в Пермь, где он вскоре рекомендовал Климова учёному совету Казанского университета на заведование кафедрой педагогики и психологии.
В 1959 году защитил кандидатскую диссертацию под руководством профессора В. С. Мерлина. Тема — «Индивидуальные особенности трудовой деятельности ткачих-многостаночниц в связи с подвижностью нервных процессов» (Казань, 1959); в 1959—1964 годы был научным руководителем Казанского филиала лаборатории профессиональной педагогики Центрального учебно-методического кабинета профтехучилищ.

#### Развитие теории индивидуального стиля деятельности
Е. А. Климовым и его «казанскими» учениками в течение 20 лет активного сотрудничества с В. С. Мерлиным и с коллективом пермской психологической школой было положено начало новому направлению в мировой психологии — типологическим исследованиям индивидуальных стилей профессиональной деятельности (ИСД), были заложены научные основы казанско-пермской психологической школы", «уральской» или «пермской психологической школы».
Исходными положениями концепции ИСД, интегрирующих идеи дифференциальной психологии А. Ф. Лазурского, М. Я. Басова, В. С. Мерлина, В. Н. Мясищева и физиологии типов высшей нервной деятельности И. П. Павлова, Б. М. Теплова и др., были следующие экспериментально установленные факты:
1) у любого человека имеются стойкие качества, существенные для успеха деятельности, но практически невоспитуемые (так как они обусловлены типологическими свойствами нервной системы);
2) для любого индивидуума существуют несколько разных по способам, но равноценных по конечному эффекту варианты приспособления к деятельности;
3) в большинстве массовых профессий имеются широкие возможности компенсаторного преодоления слабо выраженных способностей;
4) формирование целостной личности есть процесс активного усвоения ею культуры и смыслов труда и общения на основе развертывания генетической программы и врожденных задатков, активного осознания и самоосознания своих отношений с миром.
Исследования функций индивидуального стиля деятельности в спортивной деятельности, впервые описанные учеником Е. А. Климова Б. И. Якубчиком (1965) в деятельности спортсменов-акробатов, были прослежены в работах казанских психологов у гребцов-байдарочников (В. М. Шадрин,1967), юных спортсменов-акробатов (В. П. Мерлинкин, 1968) стали также одним из направлений исследований в пермской лаборатории спортивной психологии Б. А. Вяткина, например, у гимнасток (Л. М. Кумановская, 1968).
«Отечественная концепция индивидуального стиля деятельности (ИСД), разработанная Е. А. Климовым и В. С. Мерлиным, реализует понимание стиля как определённой психологической системы, как его связь с конкретными индивидуальными особенностями человека. Стиль обусловлен психологически (психофизиологически), но он не фатально детерминирован индивидуальностью субъекта, а формируется как» интегральный эффект взаимодействия субъекта и объекта". Стиль может изменяться при изменении условий деятельности. Формирование и развитие стиля связано с формированием и развитием индивидуальных особенностей субъекта. В зависимости от объективных требований деятельности одни и те же свойства личности выражаются в разных стилях", верно отмечает В. А. Толочек.

#### Наиболее важные публикации и результаты деятельности
См. Казанская психологическая школа.
Полный список работ Е. А. Климова см.  Архивная копия от 8 августа 2012 на Wayback Machine.Часть из них в этот, Казанско-Пермский период, выполнена под руководством и/или издана в Перми под редакцией В. С. Мерлина.

### Ленинградский период (1968—1980)
В 1968—1976 гг. — заведовал отделом психологии труда ВНИИ Профтехобразования Госпрофобра СССР в Ленинграде.
В 1969 г. в ЛГУ защитил докторскую диссертацию «Индивидуальный стиль деятельности в зависимости от типологических свойств нервной системы. К психологическим основам научной организации труда, учения, спорта».

#### Субъектно-деятельностная концепция профессионального труда Е. А. Климова
C начала 1970-х гг. Е. А. Климов начинает развивать концепцию субъектно-деятельностного подхода в рамках задач профессионального самоопределения и профконсультирования.(См. Эта концепция раскрывалась сначала в многопризнаковой психологической классификации профессий, в основе которой лежит осознаваемое отношение человека к окружающей его действительности, его интересы, склонности и возможности. Концепция направляет взгляд исследователя в первую очередь на духовный мир человека: его интересы, ценности, мировоззрение, смыслы; познавательную активность; стремление к осознанию и пониманию отношений в обществе и окружающем мире, к осознанию своих возможностей и ответственности в рамках эргатической системы, которая представлена многообразием субъектно-объектных взаимосвязей, обусловленных объективной реальностью разнообразного мира профессий (человек-природа; человек—техника; человек—общество; человек—человек; человек—среда—техника, человек-знаковые системы и др.).
Методологическая основа концепции — системный подход в изучении субъект-объектных взаимосвязей, специфичных для профессионального труда.
Субъектно-деятельностная концепция профессионального труда Е. А. Климова — фундаментальная теоретико-методическая основа, обеспечивающая построение научной стратегии решения целого ряда прикладных задач, направленных на обеспечение взаимосоответствия человека и профессии.

В 1974 г избран Членом-Корреспондентом Академии педагогических наук СССР.

В 1976—1980 годах — профессор кафедры психологии Ленинградского государственного педагогического института имени А. И. Герцена (ныне — Российский государственный педагогический университет).

#### Наиболее важные публикации Ленинградского периода деятельности
Важнейшие публикации Е. А. Климова в Ленинградский период его творчества посвящены теоретическим и прикладным проблемам психологии профессиональной ориентации, профконсультации, профессионализации личности и развития профтехобразования в стране.
Многие из них переведены на иностранные языки.

### Начало 1980-х годов
В 1980 г. Е. А. Климов был приглашен И. О. декана факультета психологии и заведующего кафедрой общей психологии МГУ, профессором А. А. Бодалёвым переехать из Ленинграда для работы на факультете психологии Московского университета. Бодалев А. А. и Климов Е. А. решили открыть МЕТОДОЛОГИЧЕСКИЙ СЕМИНАР крупнейшего в СССР факультета психологии, для обсуждения многих НОВЫХ для факультета задач.
Климов Е. А., открывая методологический семинар на факультете, предваряет выступление В. С. Мерлина многозначительным, далеко идущим замечанием, что семинар не случайно открывается лекцией «периферийного ученого», профессора В. С. Мерлина, реализующего в системной методологии и исследованиях конкретных проблем психологии и психофизиологии принципы многозначных логик в изучении сложных объектов, именно для того, чтобы преодолеть «столичный провинциализм» и тем самым направить процессы научного поиска на строго научные рельсы.

### Московский период
Последние 30 лет Е. А. Климов трудится на факультете психологии МГУ им. М. В. Ломоносова. Здесь он заведовал кафедрой психологии труда и инженерной психологии (1983—2002), неоднократно избирался деканом факультета психологии (1986—2000).
В этот московский период жизни Евгений Александрович написал много замечательных книг. В центре его внимания была психология труда как отрасль науки, область знания, учебная дисциплина и профессия. Он читал лекции студентам по курсу психологии труда, написал учебник «Введение в психологию труда», выдержавший три издания (1988; 1998; 2004).
Предметом психологии труда, в его понимании, являются проблемы формирования человека как субъекта труда и оптимизация его функционирования. В учебнике представлена программа исследования всего разнообразия продуктов труда, орудий-средств труда, условий труда; заданы понятия эргатической системы, эргатических функций и их типологии; описаны психические регуляторы труда; представлены методология и методы психологии труда как научно-практической дисциплины. Реализованы также системная методология, субъектно-деятельностный подход; традиции естественнонаучного подхода сосуществуют и дополняют принципы изучения и оптимизации уникальных объектов (конкретных людей как субъектов труда). В учебнике рассматриваются психологические признаки сознания субъекта труда — предмет воспитательных воздействий и оценки со стороны педагогов профессиональной школы и экспертов, характеризующих профессиональную пригодность персонала. Особо важно, что в центре внимания психологов оказываются такие составляющие профессионального сознания субъекта труда, как «осознание социальной ценности продукта труда». Гражданская позиция, морально-нравственные установки субъекта труда оказываются необходимыми параметрами в оценке субъектных компонентов профессиональной пригодности человека.
Е. А. Климов предложил концепцию сосуществования разных форм психологического знания о труде, разработал метод логической реконструкции психологических знаний, использованный применительно к анализу текстов специалистов-практиков. Эти идеи позволили реконструировать ранние этапы зарождения психологии труда в России в XVIII—XIX вв., первой половине XX в. («История психологии труда в России», в соавт., 1992).
Интересны и актуальны идеи Е. А. Климова, касающиеся преподавания курса общей психологии. Главная новация здесь состоит в необходимости начинать преподавание этого сложного предмета с освоения студентами представлений о психике, психической реальности и лишь после этого переходить к вопросам теории и истории психологической науки. Не потерял актуальности климовский учебник «Психология» (1997), предназначенный для средней школы, а также его учебник «Основы психологии» (1997), ориентированный на студентов вузов непсихологических специальностей и снабженный «Практикумом» (1999). Глубокому и содержательному психологическому анализу подвергнута в его работах деятельность педагога и воспитателя — «Психология: воспитание, обучение» (2000); «Педагогический труд: психологические составляющие» (2004). Оригинальный подход реализован Е. А. Климовым и в исследовании конфликтов. Так, в книге «Конфликтующие реальности в работе с людьми (психологический аспект)» (2001) представлены системная характеристика разнообразных профессиональных конфликтов, их причины и соответствующая феноменология.
Центральная тема исследований последних лет — психология профессионализма, она обсуждается в нескольких книгах: «Пути в профессионализм. Психологический взгляд» (2003); «О становлении профессионала: приближение к идеалам культуры и сотворение их. Психологический взгляд» (2006); «„Потемки“ и „светильники“» в становлении профессионала" (2007). Главной составляющей профессионального развития оказывается формирование ценностей профессионального сознания, развитие самосознания человека как субъекта труда.
Е. А. Климов был первым организатором и председателем Научно-методического совета Учебно-методического объединения университетов РФ по психологии (1988—2000), организовал разработку первых государственных образовательных стандартов подготовки специалистов-психологов. Много сил он отдавал и отдает общественной и научно-организационной работе в качестве председателя экспертного совета по педагогике и психологии ВАК РФ (1998—2001), председателя специализированного совета при МГУ им. М. В. Ломоносова по защите докторских диссертаций, главного редактора журнала «Вестник Московского университета. Серия 14. Психология» (1986—2000), члена редсовета журнала «Вопросы психологии» и некоторых других журналов.
Е. А. Климов — один из инициаторов возрождения профессионального психологического сообщества России в начале 1990-х гг. В эпоху, последовавшую за распадом СССР, он вместе с А. В. Брушлинским, В. Д. Шадриковым, В. В. Рубцовым, Т. Ю. Базаровым, М. И. Марьиным и другими ведущими психологами участвовал в проведении учредительного съезда Российского психологического общества (РПО), в разработке его устава и программы деятельности. Дважды (в 1994 и 1998 гг.) Е. А. Климов избирался президентом РПО.
Евгений Александрович постоянно заботится о популяризации научной психологии, повышении уровня психологической культуры населения. Так, им созданы средства информационной поддержки процессов включения молодежи в профессиональное становление. Под его редакцией вышло девять выпусков сборников «Человек и профессия». Климовская классификация профессий положена в основу шеститомного издания «Мир профессий», опубликованного в 1980-е гг. издательством «Молодая гвардия». Под его руководством в 1999—2005 гг. составлены ориентационные описания основных профилей подготовки в МГУ (свыше 200 видов специальностей и специализаций) для профориентации абитуриентов и студентов младших курсов. Опубликованы книги профориентационной направленности «Профессии Московского университета» (Вып. 1-3, 2000); «Профессии научных работников» (2005); «Для тех, кто не полюбил… математику» (2005). Интересны книги Е. А. Климова, посвященные поиску психологических идей в памятниках культуры, религиозных текстах, пословицах и поговорках: «Психологическая мысль в народном сознании далекого прошлого» (2006); «Мысли о психике в обыденной речи» (в соавт., 2008); «О слове и мысли в психологии» (2008). Архивная копия от 2 июня 2014 на Wayback Machine

#### Важнейшие научные публикации Е. А. Климова 80-х годов XX века
1. Психология труда, как область знания, отрасль науки, учебная дисциплина и профессия // Вопросы психологии, 1983. № 1. С. 102—108. (0,8 п.л.)
2. Психолого-педагогические проблемы профессиональной консультации. — М.: Знание, 1983. (4 п.л.).
3. Как сделать себя пригодным к профессии? // Сто профессий для Ленинграда и Ленинградской области. — Л., 1983. (1 п.л.).
4. Человек как субъект труда и проблемы психологии // Вопросы психологии,1984, № 4. С.5- 14. (Доклад на пленарном заседании Центрального совета Общества психологов СССР 2 апреля 1984 г.).
5. Как выбирать профессию? Книга для учащихся. — М.: Просвещение, 1984 (10 п.л.). (Переведена на молдавский и татарский яз.: Кишинев: «Лумина», 1986; Казань: «Татарстан китап нэшрияты», 1988). 2-е изд. — М.: Просвещение, 1990.
6. Психологическое знание о труде в сочинениях М. В. Ломоносова // Вестник Моск. ун-та. Сер. 14. Психология, 1986. № 3. С.8-20.
7. О труде и личности профессора В. С. Мерлина (штрихи к характеристике) // Мерлин В. С. Очерк интегрального исследования индивидуальности. — М.: Педагогика, 1986 С. 5-20.
8. Основы производства. Выбор профессии. Ч.2.(соавтор — Чистякова С. Н.) Пробное учебное пособие для учащихся 7-8 клас-сов. — М.: Просвещение, 1987. (2 п.л.); опубликованы переводы на литовский, латышский, молдавский, украинский яз. (Каунас: «Sviesa», 1986; Рига: «Zvaigzne», 1989; Кишинев: «Лумина», 1988; Киев: «Рад. школа», 1989).
9. Введение в психологию труда. Учебное пособие для студентов вузов. — М.: Изд-во МГУ, 1988; 1998; 2004; Архивная копия от 2 июня 2014 на Wayback Machine
10. Точность, истинность знания и «технологический вымысел» в психологии // Вопросы психологии, 1990, № 2. С.14-23. (Вступительное слово к методологическому семинару факультета психологии МГУ им. М. В. Ломоносова)

В 80-е годы пятнадцать «казанских», «ленинградских» и «московских» учеников Е. А. Климова защитили кандидатские диссертации по психологии труда и инженерной психологии, по детской и педагогической психологии, по теории и истории педагогики:
Полный список диссертаций, выполненных под научным руководством Е. А. Климова см. Архивная копия от 10 августа 2012 на Wayback Machine

#### Наиболее важные публикации Е. А. Климова 1990-х годов
1. Klimov E.A. The Accuracy and Truth of Knowledge and a Techno-logical Intention in Psychology // Soviet Psychology. A journal of translations. July/august, 1991. (0,7 п.л.)
2. Носкова О. Г.(соавтор), История психологии труда в России. — М.: Изд-во Моск. ун-та , 1992. (15,5 п.л.)
3. Введение в психологию. Пособие для самообразования работников службы занятости. — М.: Изд-е Моск. ун-та, 1992. (11,2 п.л.)
4. Развивающийся человек в мире профессий. — Обнинск: «Принтер», 1993. (3,5 п.л.).
5. Образ мира в разнотипных профессиях. Уч. пособие — М.: Препринт. Ф-т психологии МГУ, 1993. (16 п.л.).
6. Общечеловеческие ценности глазами психолога-профессиоведа // Психологический журнал, 1994. № 4. С. 130—136
7. Субъект как реальность глазами разнотипных профессионалов // Акмеология, 1994. № 1. (0,8 п.л.).
8. Сообщество психологов России: сущее и должное // Вопросы психологии, 1995. № 2. С. 118—124.
9. К психологам России (Выступление при открытии Учредительного съезда РПО 22 ноября 1994 г. // РПО. Ежегодник. Т.1. Вып. 1. М., 1995. С. 14-24.
10. Запись заключительного выступления Е. А. Климова, избранного Президентом РПО (Российского Психологического Общества)// РПО. Ежегодник. Т.1. Вып. 1. М., 1995. С. 38-39.
11. Образ мира в разнотипных профессиях. — М.: Изд-во Моск. ун-та, 1995.-224c. ISBN 5-211-03334-5
12. Психология профессионала. — М., Воронеж, 1996. — 400 с. (22 п.л.).
13. Психология профессионального самоопределения. — Ростов-на-Дону, 1996. (18 п.л.).
14. О труде и личности В. С. Мерлина (штрихи к характеристике). Вступительная статья и редакция книги В. С. Мерлина «Психология индивидуальности. Избр. психол. труды.» Серия «Психологи Отечества» — М.; Воронеж, 1996. 448 с.
15. Психология: Учебник для средней школы. — М.: Культура и спорт, ЮНИТИ, 1997.-288с. (15,12 п.л.) ISBN 5-85178-032-0
16. Основы психологии. Учебник для вузов по непсихологическим специальностям. — М.: ЮНИТИ, 1997. —295 с. (18,5 п.л.)— 15 000 экз, экз. — ISBN 5-85178-051-7.
17. Штрихи к портрету В. С. Мерлина // Вопросы психологии, 1998, № 1. С.95-98.
18. Введение в психологию труда. Учебник.— М., 1998 −350с. (22 п.л.) ISBN 5-85178-060-6
19. «Выступление Президента Российского психологического общества Е. А. Климова» (2-я Всеросс. конференция РПО) // Психологический вестник Ростовского ун-та. Р-на-Дону, 1998. № 3. (0,3 п.л.).
20. Серия статей по психологии в трехтомник «Энциклопедия профессионального образования»/ Под ред. С. Я. Батышева. — М.: Ассоциация «Профессиональное образование» РАО, 1998—1999 (Общий объём — 10 п.л.);
21. Основы психологии. Практикум. Уч. пособие для вузов. — М.: ЮНИТИ, 1999. — 175 с. (9,24 п.л.)
22. Общая психология. Общеобразовательный курс. Учеб. пособие для вузов. — М., 1999.- 511 с. (32 п.л.) . ISBN 5-238-00109-6

В 90-е годы четверо учеников Е. А. Климова завершили и защитили докторские диссертации. Среди них — один из первых «казанских» учеников и последователей Е. А. Климова, переехавший в 1964 г. в Пермь работать на кафедре В. С. Мерлина,М. Р. Щукин подготовил и защитил докторскую дисс. «Структура индивидуального стиля деятельности и условия формирования» без научного консультанта (Новосибирск, 1994); а также докторанты Е. А. Климова Тютюнник В. И. (Начальный этап онтогенеза субъекта творческого труда.- 1994), Толочек В. А. (Стили профессиональной деятельности в условиях взаимодействия субъектов.- 1998), и Миронова Т. Л. (Структура и развитие профессионального самосознания.- 1999);
десять «московских» учеников Е. А. Климова защитили кандидатские диссертации по психологии труда и инженерной психологии, по педагогике и методике преподавания труда в общеобразовательной школе:

#### Наиболее важные публикации Е. А. Климова начала XXI века
1. Психология: воспитание, обучение: Уч. пособие для вузов. — М., 2000.— 376 с. (20,7 п.л.) ISBN 5-238-00179-7
2. Конфликтующие реальности в работе с людьми (психологический аспект). Серия: Библиотека психолога Уч. пособие. — М., Воронеж, 2001 — 192с. ISBN 5-89502-221-9, 5-89395-308-8; 2006 г.-208с. ISBN 5-89502-688-5, 5-89395-649-4
3. Основы психологии. Культура и спорт. М., 2001 г.-296с. ISBN 5-85178-051-7
4. О некоторых нежелательных традициях в работе диссертационных советов по педагогическим и психологическим наукам // Бюллетень ВАК Министерства РФ, 2002. № 1. (0,4 п.л.)
5. Пути в профессионализм. Психологический взгляд. Уч. пособие. — М., 2003
6. Основы психологии. Учебник 2003 г.-464с. ISBN 5-238-00527-X
7. Психология профессионала: Избранные психологические труды. М., 2003 — 456с. ISBN 5-89502-509-9, 5-89395-549-8
8. Педагогический труд: психологические составляющие: Уч. пособие. — М., 2004.-240с. ISBN 5-211-04461-4, 5-7695-2047-7
9. Введение в психологию труда. Учебник. 3-е изд-е, — М.: МГУ; «Академия», 2004.
10. (Ред.) О. Г. Носкова Психология труда. Изд. Академия 2004.-384с. ISBN 5-7695-1717-4
11. Психология профессионального самоопределения.— М., 2004.-304с. (18 п.л.). 2-е изд. ISBN 5-7695-2398-0
12. «Стремиться не к карьере, а старательно служить делу» (Подготовил В. И. Артамонов) // Психологический журнал, 2004. № 5. С. 131—141.
13. Профессии научных работников: Учеб. Пособие для профильной и профессиональной ориентации и профильного обучения школьников. — М., 2005.-256с. ISBN 5-7695-1684-4
14. Для тех, кто не полюбил… математику. В помощь старшим школьникам, молодежи на этапах выбора профессии и профессионального становления. Уч. пособие. — М., 2005. — 192 с. (8,7 п.л.).
15. О становлении профессионала: приближение к идеалам культуры и сотворение их (психологический взгляд). Уч. пособие. — М.: МПСИ, 2006.
16. Психологическая мысль в народном сознании далекого прошлого. — М., 2006.
17. Психолог. Введение в профессию . Издательство: Академия 2007 г.- 208с. ISBN 5-7695-3297-1; ISBN 978-5-7695-5175-8
18. «Потемки» и « светильники» в становлении профессионала. Пособие для занятых трудовым и профессиональным самовоспитанием. — М. МПСИ, 2007.
19. Мысли о психике в обыденной речи.(соавтор — Бондарева С. К.) Учебное пособие. — М., 2008. — 144 с. (9 п.л.).
20. О слове и мысли в психологии. Пособие для изучающих учебную и справочную литературу о психологии в ходе профессионального становления. — М., 2008. — 240 с. (15 п.л.) ISBN 978-5-9770-0274-5.
21. Тип профессий «человек — природа» // Мир профессий: Популярная библиографическая энциклопедия: В 4-х томах. — Т.1.: Человек-природа. — Вып. 2: Работаем в сельском хозяйстве. — М.: РАГС при Президенте РФ; РГБ; МГУ им. М. В. Ломоносова; Воронеж, 2008. С.7-12.
22. Кратко о психике. (Для широкого круга читателей). Учебное пособие. — М., 2009. — 144 с. (13 п.л.).
23. Отображение психики в мифах народов мира (соавт. Бондырева С. К.) 2009 г.-128с. ISBN 978-5-9770-0467-1
24. Психология профессионального самоопределения 2010 г.- 304с. ISBN 978-5-7695-5690-6
25. К вопросу о становлении языковой картины психики у детей 2011 г. -< 48с. ISBN 978-5-9770-0607-1;

## Научная и педагогическая деятельность
Более двадцати лет Е. А. Климов читал студентам факультета психологии Московского университета общий курс «Психология труда», а также спецкурс «Психология профессионального самоопределения», осуществлял общее руководство разделом спецпрактикума по теме «Профориентационное психологическое изучение профессий». Часть лучших студенческих работ, выполненных на базе профессионально-технических училищ, была опубликована в сб. «Человек и профессия» (вып 9, Л., 1986).
Е. А. Климов — руководил сбором профессиоведческой информации в рамках проекта «Профессии Московского университета», которую собирали студенты-психологи. Итоги (свыше 200 описаний специальностей, специализаций и трудовых постов, доступных выпускникам Московского университета) были представлены в 2005 г. в рамках интернет-выставки на юбилейном сайте МГУ.
Свыше 30-ти вариантов специализаций профессии психолога было описано под его руководством (см. раздел «Психология как профессия»).
В последние годы сотрудники лаборатории психологии профессий и конфликта, которой он руководит, ведут занятия со студентами 1-го курса факультета психологии по дисциплине «Введение в профессию».

### Научно-педагогический вклад в подготовку кадров в области психологии и педагогики
Под руководством Е. А. Климова на кафедре педагогики и психологии Казанского университета, на кафедре психологии Ленинградского государственного педагогического института имени А. И. Герцена, на факультете психологии Московского госуниверситета защищены несколько десятков дипломных работ по разным отраслям психологии, подготовлено и защищено около 40 кандидатских и докторских диссертаций по нескольким специальностям психологической науки СССР и России.

## Области научных интересов
Области научных интересов Е. А. Климова весьма многоплановы и связаны с разработкой фундаментальных, но слабо развитых в отечественной психологии проблем:
- дифференциальной психологии,
- психофизиологии,
- проблема индивидуального стиля различных видов деятельности (игры, учения, общения и труда) как важное направление в системной концепции интегральной индивидуальности,
- педагогической психологии,
- профессиональной педагогики,
- психологического профессиоведения,
- психологии профориентации,
- профессионального самоопределения,
- психология становления профессионала,
- проблемы теории, истории и методологии психологии труда,
- психологии профессионального сознания и
- самосознания человека как субъект труда и общения.

## Научная деятельность в отечественном и международном психологических сообществах
- профессор с 1970;
- заведующий лабораторией психологии профессий и конфликта факультета психологии МГУ им. М. В. Ломоносова с 1992;
- декан факультета психологии Московского государственного университета имени М. В. Ломоносова (с 1986 по 2000 г.);
- заведовал кафедрой психологии труда и инженерной психологии факультета психологии МГУ (1983—2003).
- действительный член Российской академии образования (избран как действительный член Академии педагогических наук СССР в 1985 г., как член-корреспондент — в 1974 г.);
- академик Международной академии психологических наук (1993),
- академик Международной академии акмеологических наук (1993),
- академик Международной академии информатизации (1994).

## Научно-организационная и редакторская деятельность
После распада СССР Е. А. Климов был в 1994 г. в числе организаторов-учредителей всероссийской профессионально-психологической организации, дважды избирался президентом Российского психологического общества (в 1994 и 1998 г.), готовил Устав и Программу деятельности РПО, участвовал в организации и проведении многих всероссийских психологических конференций.
В качестве руководителя советов по психологии и педагогике УМО университетов РФ Е. А. Климов принимал участие в разработке образовательных стандартов первого и второго поколения.
Е. А. Климов возглавляет Диссертационный совет Д 501.001.11 при МГУ имени М. В. Ломоносова, в котором осуществляются защиты диссертаций по специальностям:
- 19.00.03- психология труда, инженерная психология, эргономика (психологические науки);
- 19.00.07 — педагогическая психология;
- 13.00.01 — общая педагогика, история педагогики и образования.

Е. А. Климов — член редколлегий психологических журналов:
- «Вопросы психологии»,
- «Вестник Московского университета. Серия 14. Психология»,
- «Национальный психологический журнал»,
- «Психологическое обозрение»,
- «Иностранная психология»,
- «Мир психологии»,
- «Акмеология»,
- член редсовета научного журнала МосГУ «Знание. Понимание. Умение».

В течение многих лет Е. А. Климов работал в Экспертном совете по психологии Высшей Аттестационной Комиссии РФ, а также возглавлял этот совет (с 1998 по 2001 г.).
Е. А. Климов является председателем экспертного совета по комплексному изучению человека, педагогике и психологии Российского гуманитарного научного фонда.

## Правительственные и общественные награды
Деятельность Е. А. Климова отмечена правительственными наградами
- медаль «За освоение целинных земель» (1957 г.);
- нагрудный знак «Отличник профтехобразования СССР» (1979 г.);
- медаль «Ветеран труда» (1987 г.);
- почетный знак «За заслуги в развитии системы профтехобразования» (1988 г.);
- медаль «В память 850-летия Москвы» (1997 г.);
- почетное звание «Заслуженный деятель науки Татарстана» (2000 г.);
- орден Почета (2001 г.).

Оценки деятельности научными и психолого-педагогическими сообществами:
- награждён орденом Международной Академии Психологических наук «За заслуги в психологии» 1998;
- отмечен Ломоносовской премией Ученого совета МГУ «За педагогическую деятельность» 1999;
- награждён премией Президиума Российской академии наук имени С. Л. Рубинштейна за серию работ по тематике «Системно-генетические исследования профессиональной деятельности» в 2002;
- победитель Национального профессионального конкурса «Золотая Психея» по итогам 2004 г. в номинации «Патриарх Российской психологии».
- награждён почетной грамотой за научно-педагогическую деятельность Академией государственной службы при Президенте РФ в 2005 г.
- учебное пособие Е. А. Климова «Педагогический труд: психологические составляющие» (М., 2004 г.) получило награду в конкурсе «Лучшая книга по педагогике −2006 г.» в номинации «Лучшие учебники и учебные пособия по педагогике».
- награждён золотой медалью Российской академии образования «За достижения в науке» — 2007 г.[17]

## Научные труды и публикации
Е. А. Климов — автор около 320-ти фундаментальных монографий и научных статей по психологии и психофизиологии; более 30-ти учебных пособий и учебников по психолого-педагогическим вопросам.
Подробный список научных трудов Е. А. Климова (сост. Носкова О. Г., январь 2010 г.) см.  Архивная копия от 8 августа 2012 на Wayback Machine
Наиболее важные из них см. по разделам:
- Публикации казанско-пермского периода деятельности
- Публикации ленинградского периода
- Публикации московского периода — не завершено.